# アツモリソウ
アツモリソウ（敦盛草、学名：Cypripedium macranthos var. speciosum、シノニムCypripedium macranthum var. speciosum）は、ラン科アツモリソウ属の多年草。

## 特徴
花は3 - 4cm程の袋状で、赤紫色。茎の頂上に通常1花、まれに2花つける。全体の高さ30 - 50 cm、葉は3 - 5枚が互生する。冬は落葉する。北海道から本州に分布する。寒冷地を好み、北へ行くほど低山でも見られるようになる。草原、明るい疎林に生育する。本種全体としてはベラルーシ東部から温暖な東アジアに分布。和名は、袋状の唇弁を持つ花の姿を、平敦盛の背負った母衣（）に見立ててつけられている。また、この命名は熊谷直実の名を擬えた同属のクマガイソウと対をなしている。

## アツモリソウを取り巻く現状
栽培目的で乱獲されることが多いラン科の中でも、最も激しく乱獲、盗掘される種類である。そのため、「絶滅のおそれのある野生動植物の種の保存に関する法律」（平成4年6月5日法律第75号）にもとづき、1997年（平成9年）に「特定国内希少野生動植物種」に指定されるに至った。現在では環境大臣の許可をうけた場合などの例外を除き、採集等は原則禁止である。違反した場合、一年以下の懲役又は百万円以下の罰金に処せられる。
ちなみに「特定国内希少動植物種」を栽培することは禁止されていない。販売・購入についても、国内希少動植物種は原則譲渡禁止だが、特定国内希少動植物種の場合は無菌播種などによって人工的に増殖された個体は、環境大臣及び農林水産大臣への届け出をした者であれば販売、頒布等の業（特定事業）をおこなうことができる。また、譲受け等をする者（法人である場合にはその代表者）は届出業者に住所氏名を提示し、書類記録を提出してもらえば譲受け等をすることができる。
近年までアツモリソウ類の無菌播種はきわめて困難とされていたが、培養に必要な特殊条件（培地の無機塩濃度の減量、暗所培養、種子および苗の低温処理、未熟種子の利用または長時間の洗浄処理、種類によっては微量の植物ホルモンの添加、等々）が解明され、現在は大量の苗を生産することが可能になっている。一部の業者は園芸的にすぐれた個体同士の交配育種も進めており、今後は園芸植物としての発展が期待される。
ただし北方寒冷地の植物であるため、暖地での栽培は20℃程度以上に気温が上昇しないよう栽培に適する温度を維持する必要がありきわめて困難である。
なお、人工増殖によって標準個体の価値は相対的に下がり続けているにもかかわらず、国産アツモリソウの盗掘は続いている。草原の管理放棄による植生遷移などが加わり、自然状態では存続が難しい個体数になってしまった自生地も多い。野生個体群の存続についてはますます楽観できない状況になりつつある。
1980年（昭和60年）、岩手県気仙郡住田町が「町の花」に制定した。

## 変種及び近縁種
日本のアツモリソウの仲間には、ホテイアツモリソウ（布袋敦盛草 C. macranthos var. hotei-atsumorianum Sadovsky）、レブンアツモリソウ（礼文敦盛草 C. marcanthos var. rebunense）、同属のキバナノアツモリソウ（黄花の敦盛草 C. yatabeanum Makino）があり、いずれも寒冷地を好む。
日本国外産の近縁種では中国産の雲南緑花アツモリソウ、台湾産の台湾黄花アツモリソウ（Cypripedium segawai　Masam.）、北米産のプベッセンス（Cypripedium pubescens）、レギナエ（C. reginae）などが比較的栽培しやすい種類とされている。しかしいずれも耐暑性が高いとは言いがたく、関東以南では（普通の栽培家には）長年の栽培維持は難しい。レギナエのように観賞価値の高い種類は国内での人工繁殖も進められているが、多くの種類ではいまだ野生採集由来の販売個体が主流である。自然保護の視点から見れば、仮に栽培適地であったとしても、本属の原種個体の入手・栽培には慎重になるべきだろう。

## 保護上の位置づけ
絶滅危惧II類 (VU)（環境省レッドリスト）
- 国内希少野生動植物種（種の保存法） - 1997年